# Sharon (Pensilvania)
Sharon es una ciudad ubicada en el condado de Mercer en el estado estadounidense de Pensilvania. En el año 2010 tenía una población de 14 038 habitantes y una densidad poblacional de 1 677 personas por km².

## Geografía
Sharon se encuentra ubicada en las coordenadas 41°13′48″N 80°29′56″O / 41.23000, -80.49889.

## Demografía
Según la Oficina del Censo en 2000 los ingresos medios por hogar en la localidad eran de $26 945 y los ingresos medios por familia eran $34 581. Los hombres tenían unos ingresos medios de $30 072 frente a los $20 988 para las mujeres. La renta per cápita para la localidad era de $15 913. Alrededor del 17,6% de la población estaba por debajo del umbral de pobreza.